# Бургбреннен
 Бургбреннен (люкс. Buergbrennen, «сжигание факелов»; фр. Fête des brandons, «праздник факелов») — традиционный люксембургский праздник, отмечаемый ежегодно в первое воскресенье после Пепельной среды, начала Великого поста. День проведения праздника называется «факельным воскресеньем» (люкс. Buergsonndeg, фр. Dimanche des brandons). Название праздника, несмотря на сходство, не имеет ничего общего со словом «бург» (люкс. buerg, «крепость»), а происходит от лат. burere в значении «жечь».
История праздника имеет языческие корни, а его целью было получение расположения богов для хорошего урожая летом. Праздник символизирует изгнание зимы и начало весны, победу света и тепла над тьмой и холодом. Бургбреннен проводится в первое воскресенье после начала карнавала, аналогичного восточнославянской Масленице.
Подготовка к празднику начинается с постройки конструкции предназначенной для сжигания из дерева, хвороста, а также рождественских елей. Обыкновенно постройкой занимаются различные молодёжные ассоциации. Сама конструкция обычно имеет форму креста или замка, увенчанного крестом. За этим следует факельное шествие, завершаемое сожжением конструкции с наступлением темноты. В некоторых местах честь зажечь костёр достается самой молодой супружеской паре.
В коммуне Ремих существует традиция вместо постройки замка или креста делать соломенное чучело в одежде и в натуральную величину. Чучело представляет собой гуляку после карнавального воскресенья, поэтому ему обычно дают пустую винную бутылку и пустой кошелёк. Процессия несёт чучело до моста через Мозель, где его затем поджигают и бросают в реку. В високосные годы принято делать чучело-женщину.